# 홍명구
홍명구(洪命耉, 1596년~1637년)는 조선의 문신이다. 본관은 남양(南陽), 자는 원로(元老), 호는 나재(懶齋)이다. 황해도관찰사 홍춘경(洪春卿)의 증손으로, 할아버지는 광국공신 홍성민(洪聖民)이고, 아버지는 병조참의 홍서익(洪瑞翼)이며, 어머니는 심종민(沈宗敏)의 딸이다.

## 생애
8세에 능히 시를 지으니 이항복(李恒福)·신흠(申欽) 같은 선비들이 칭찬하고 장차 큰 사람이 되리라 하였다. 1619년(광해군 11) 알성문과에 장원했으나 시골에 은거하다가 1623년 인조반정 후에 등용되었다. 1625년 부수찬이 되고, 1627년 직강을 거쳐 교리·이조좌랑·좌부승지 등을 역임하였다. 그 뒤 1633년에 우승지가 되고, 1635년에 대사간·부제학을 거쳐 이듬해에는 평안도관찰사로 나아갔다. 그 해 병자호란이 일어나자 자모산성(慈母山城)을 지키다가, 적병이 남한산성을 포위했다는 소식을 듣게 되었다. 이에 근왕병(勤王兵) 2,000명을 거느리고 남하하던 중, 김화(金化)에 이르러 적의 대병과 맞닥뜨렸다.

### 전사
근왕군이 김화에 이를 즈음에 약탈 중인 청군을 발견하여 공격하여 전리품을 노획하고 포로들을 해방하였다. 하지만 청군의 후속부대가 많이 있다는 정보를 입수한 홍명구는 청군과 대결하기 위해 평지인 탑동에 진을 치려 하였으나, 산지인 백동에 진지를 구축할 것을 주장한 유림과 크게 마찰을 빚었다. 결국 의견을 맞추지 못한 근왕군들은 홍명구를 따르는 군사들과 유림을 따르는 군사들로 나뉘어 싸우게 되었다. 강력한 기병을 앞세운 청군을 상대로 홍명구는 수차례 분전하였으나 군사들이 모두 전사하고, 자신마저도 기력이 다하자 노모에게 유서를 남기고 항거하다가 전사한다. 그 시신은 홍명구의 부관인 박형이 수습하였다.

### 사후
충렬(忠烈)이라는 시호가 내려졌다.